# (500488) 2012 TM257
(500488) 2012 TM257 es un asteroide perteneciente al cinturón de asteroides, descubierto el 19 de agosto de 2006 por el equipo del Spacewatch desde el Observatorio Nacional de Kitt Peak, Arizona, Estados Unidos.

## Designación y nombre
Designado provisionalmente como 2012 TM257.

## Características orbitales
2012 TM257 está situado a una distancia media del Sol de 3,135 ua, pudiendo alejarse hasta 3,743 ua y acercarse hasta 2,527 ua. Su excentricidad es 0,193 y la inclinación orbital 3,939 grados. Emplea 2028,33 días en completar una órbita alrededor del Sol.

## Características físicas
La magnitud absoluta de 2012 TM257 es 16,7. 